# Museo Bagatti Valsecchi

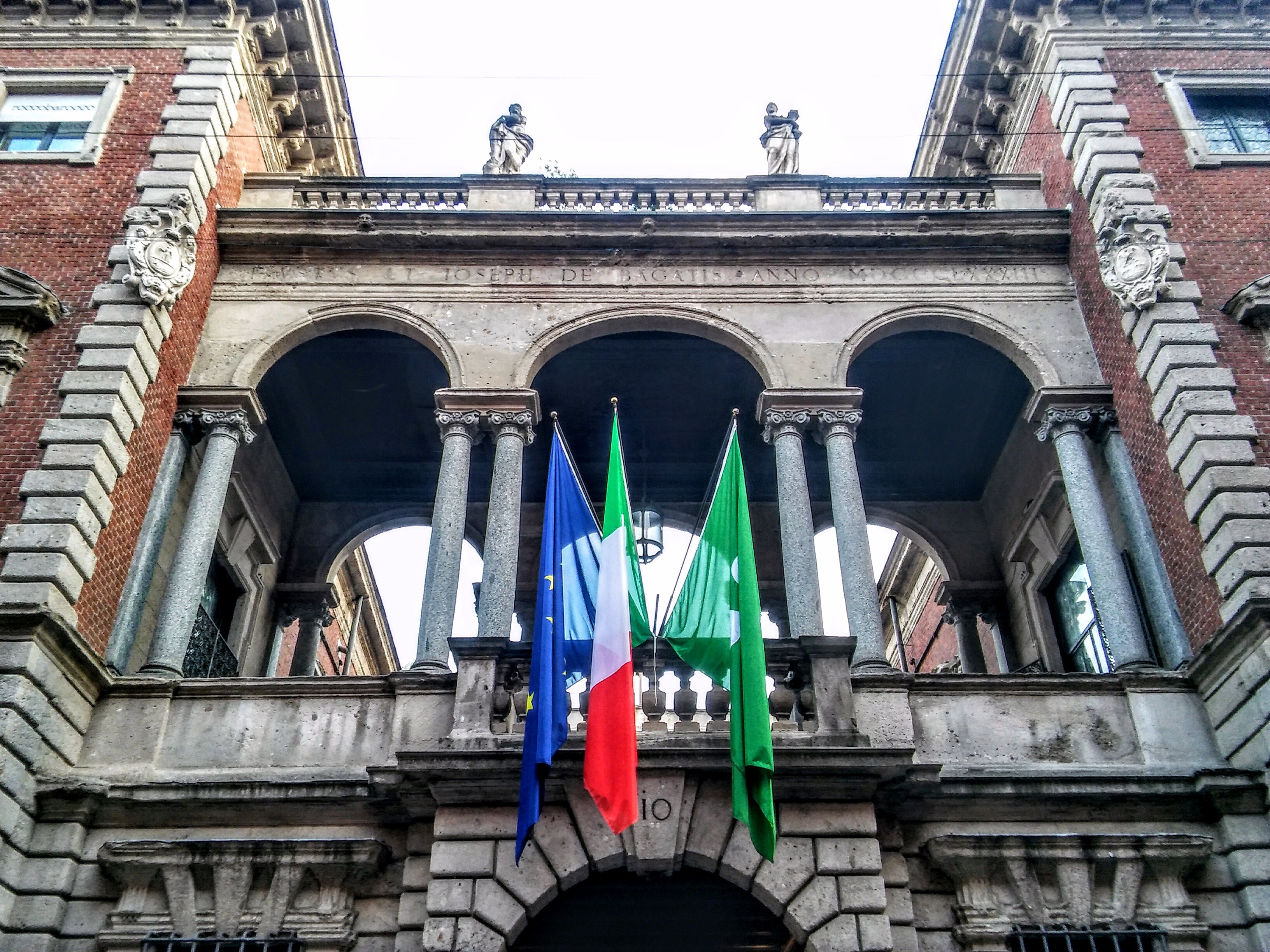
Palazzo Bagatti Valsecchi

Das Museo Bagatti Valsecchi ist ein Kunstmuseum in Mailand. Es befindet sich in der Casa Bagatti Valsecchi zwischen der Via Santo Spirito 10 und der Via Gesú 5 im Bezirk Montenapoleone im Zentrum der Stadt. Das Gebäude stammt aus dem 19. Jahrhundert und ist dem Stil der Neorenaissance zuzuordnen. In ihm werden Kunstwerke aus der Zeit der Renaissance ausgestellt.
Die Brüder Fausto (1843–1914) und Giuseppe Bagatti Valsecchi (1865–1934) studierten Rechtswissenschaften. Sie waren jedoch wohlhabend genug, dass sie nie arbeiten mussten. Sie sammelten zusätzlich zu dem bereits Ererbten.
Die Sammlung des Museums Bagatti Valsecchi wird in 17 Galerieräumen präsentiert, deren Einrichtung aus dem 19. Jahrhundert stammt. Der Stil des Hauses wurde in den zwei Wohnungen der Brüder dem der lombardischen Renaissance angepasst. Viele Kunstwerke stammen aus dem Trecento, Quattrocento und Cinquecento. Die italienische Malerei der Renaissance wird durch Künstler wie Giovanni Bellini, Gentile Bellini und Giampietrino repräsentiert, daneben werden Holzschnitzereien, Möbel, Waffen und Rüstungen, Keramik, Glaswaren, Tapeten und Kunstobjekte aus Metallen wie Gold und Elfenbein ausgestellt.
Das Haus ist seit 1994 der Öffentlichkeit zugänglich. Das Museum gehört zu den vier Gebäuden, die als Case Museo di Milano zusammengeschlossen sind. Es ist auch ein Zentrum für Forschung und Veranstaltungsort von Seminaren und Konferenzen.
Die anderen Häuser sind die Villa Necchi Campiglio, das Museo Poldi Pezzoli und die Casa-Museo Boschi Di Stefano in Mailand. Träger ist die Stiftung Fondazione Bagatti Valsecchi.

## Sonderausstellungen (Auswahl)
- 2010:  Ospiti inaspettati - Case di ieri, Design di oggi (dt.: Unerwartete Gäste. Häuser der Vergangenheit, Design der Gegenwart), initiiert durch die Möbelmesse Mailand.